# Zamia cunaria
Zamia cunaria — вид голонасінних рослин класу Саговникоподібні (Cycadopsida).
Етимологія: названий на честь індіанців куна, які використовують насіння, щоб робити намиста. 

## Опис
Стовбур підземний, майже кулястий, до 10 см діаметром. Листя 1(3), довжиною 0,5–1,5 м; ніжка листка завдовжки 15–50 см; хребет з 3–12 парами листових фрагментів. Листові фрагменти довгасті або оберненоланцетовиді, клиновиді біля основи, загострені на вершині, краї пилчасті у верхній третині, середні завдовжки 20–40 см, 5–8 см завширшки. Пилкові шишки від кремових до жовтувато-коричневі, від циліндричних до яйцювато-циліндричних, довжиною 4–6 см, 1–1,5 см діаметром; плодоніжка 2–4 см завдовжки. Насіннєві шишки від винно-червоного до темно-червоно-коричневого кольору, від циліндричних до яйцювато-циліндричних, довжиною 15–20 см, 5–7 см діаметром. Насіння від рожевого до світло-червоного кольору, 1,5–2 см, 0,5–0,8 см діаметром. 2n = 23, 24.

## Поширення, екологія
Цей вид є ендеміком Панами. Зазвичай знаходиться в глинистих ґрунтах на схилах і вершинах хребтів у середній рослинності в тропічних лісах.

## Загрози та охорона
В основному постраждав від втрати середовища існування через вирубку і розчищення лісу.